# Păcuiul lui Soare
Păcuiul lui Soare este o insulă de formă alungită pe Dunăre, localizată la 9 km în aval de localitatea constănțeană Ostrov, județul Constanța. Are o lungime de 6 km.
La extremitatea sa nordică se află ruinele unei fortificații medievale (cod LMI CT-I-s-A-02720), presupusă de specialiști ca fiind Vicina. Cetatea a fost construită între anii 972-976 de către militarii împăratului bizantin Ioan Tzimiskes și locuită până în secolele 13-15.
Conform unor arheologi, acesta este al doilea sit din țară, ca mărime și potențial arheologic, după Sarmizegetusa.
În anii 1950, aproximativ 25% din cetate era vizibilă, iar în anul 2011, se mai vedea 10-15% din cetate, din cauza eroziunii.